# 아네가코지 사토코
아네가코지 사토코 (일본어: 姉小路 聡子 あねがこうじ さとこ[*], 1794년 (간세이 6년) - 1888년 (메이지 21년))는 고카쿠 천황의 텐지이다. 아버지는 곤다이나곤 아네가코지 킨사토이다. 신텐지, 쇼부노코지노츠보네(菖蒲小路局)라 칭했다. 종5위상에 봉해졌다.

## 생애
곤다이나곤 아네가코지 킨사토의 딸로 태어났다. 고카쿠 천황의 텐지로 출사해, 신텐지, 쇼부노코지노츠보네(菖蒲小路局)로 칭했다. 천황과의 사이에서 카타노미야 (嘉糯宮), 에이쥰 여왕, 쇼세이 여왕 등 1남 2녀를 낳았다. 에이쥰 여왕은 다이쇼지로 출가했다.
1888년 (메이지 21년)에 사망했다. 묘소는 교토부 교토시 햐쿠만벤치온지이다.